# (15032) Alexlevin
(15032) Alexlevin (1998 VV28) – planetoida z pasa głównego asteroid okrążająca Słońce w ciągu 3,66 lat w średniej odległości 2,37 j.a. Odkryta 10 listopada 1998 roku.